# Franck Evina
Franck Junior Evina (* 5. Juli 2000 in Yaoundé, Kamerun) ist ein kamerunisch-deutscher Fußballspieler. Er wurde beim FC Bayern München ausgebildet und steht seit Juli 2024 beim FC Emmen unter Vertrag. Evina bestritt im Jahr 2020 ein Spiel für die A-Nationalmannschaft Kameruns.

## Karriere

### Vereine
Evina spielte in der F- und E-Jugendmannschaft des FC Obergessenbach im niederbayerischen Osterhofen. Anschließend schloss er sich dem Münchner Stadtteilverein SV Neuperlach an und wechselte als 13-Jähriger in die Jugendabteilung des FC Bayern München.
Evina absolvierte von 2015 bis 2017 für die U17 insgesamt 45 Punktspiele in der B-Junioren-Bundesliga und erzielte 25 Tore. Als Meister der Staffel Süd/Südwest nahm er mit Mannschaft an der Endrunde um die deutsche B-Junioren-Meisterschaft 2017 teil, kam in den beiden Halbfinal-Begegnungen gegen den FC Schalke 04 (1 Tor im Hinspiel) sowie im mit 2:0 gegen Werder Bremen gewonnenen Endspiel am 18. Juni 2017 zum Einsatz. Zur Saison 2017/18 rückte er in die U19 auf, bestritt aber parallel dazu bereits mehrere Einsätze für die zweite Mannschaft in der viertklassigen Regionalliga Bayern. Zur Rückrunde der Saison 2017/18 wurde Evina dauerhaft in die zweite Mannschaft übernommen.
Am 28. April 2018 debütierte Evina als 17-Jähriger beim 4:1-Heimsieg gegen Eintracht Frankfurt in der Bundesliga, als Trainer Jupp Heynckes bei dem für den FC Bayern nach der bereits gewonnenen Meisterschaft eher bedeutungslosen Spiel im Hinblick auf das drei Tage später anstehende Rückspiel des Champions-League-Halbfinales bei Real Madrid zahlreiche Stammspieler schonte. Evina stand in der Startelf, wurde in der 66. Minute ausgewechselt und spielte auch beim folgenden Auswärtsspiel beim 1. FC Köln eine Halbzeit. Am 9. Mai 2018 unterschrieb Evina einen bis zum Jahr 2021 datierten Profivertrag mit dem FC Bayern München. Drei Tage später, als sowohl die Profimannschaft als auch die zweite Mannschaft ihr letztes Punktspiel bestritten, kam er wieder für die zweite Mannschaft zum Einsatz und erzielte beim 3:1 gegen Seligenporten sein drittes Saisontor für die Bayern-Amateure, mit denen er die Saison in der Regionalliga Bayern auf dem zweiten Platz abschloss.
Nach 16 Spielen und drei Toren für die Bayern-Amateure in der Hinrunde der Saison 2018/19 wurde Evina, um sich auf höherem Niveau weiterentwickeln zu können, Anfang Januar 2019 für anderthalb Jahre an den Zweitligisten Holstein Kiel ausgeliehen, trainiert von Tim Walter, seinem ehemaligen Trainer in der U17 und bei den Amateuren des FC Bayern. Unter Walter konnte sich Evina in Kiel jedoch nicht durchsetzen. Er kam 9-mal in der 2. Bundesliga zum Einsatz, von denen er bei nur einem in der Startelf stand. Zudem spielte er einmal (ein Tor) in der zweiten Mannschaft in der viertklassigen Regionalliga Nord.
Zur Saison 2019/20 wurde der Leihvertrag mit Holstein Kiel nach einem halben Jahr wieder aufgelöst und Evina wechselte für ein Jahr auf Leihbasis zum Drittligisten KFC Uerdingen 05. Auch in Krefeld traf der Deutschkameruner mit Heiko Vogel erneut auf einen seiner ehemaligen Betreuer aus der Bayern-Nachwuchsabteilung. Sein Drittligadebüt krönte er im Heimspiel gegen den Halleschen FC mit dem Siegtor zum 1:0 in der 65. Minute. Bis auf wenige Ausnahmen fanden sowohl Vogel als auch seine Nachfolger Steuernagel und Krämer häufig Verwendung für den 19-Jährigen; neben einigen Spielen als Stürmer kam Evina vor allem gemeinsam mit Patrick Pflücke oder Christian Kinsombi auf den Flügeln zum Einsatz und konnte sowohl selbst Tore erzielen wie auch vorbereiten. Im Anschluss an das Saisonende wird Evina nach München zurückkehren.
Zur Saison 2020/21 wechselte Evina zum Zweitligisten Hannover 96, wo er einen Dreijahresvertrag erhielt. In seiner ersten Saison kam Evina verletzungsbedingt nur zu 2 Ligaeinsätzen. Nachdem er in der Saison 2021/22 gar nicht eingesetzt worden war, wechselte er Ende Januar 2022 bis zum Saisonende auf Leihbasis zum Drittligisten FC Viktoria 1889 Berlin. Der Offensivspieler wurde 8-mal in der Liga eingesetzt. Die Berliner stiegen nach einem Drittligajahr wieder ab, woraufhin er den Verein mit seinem Leihende verließ.
Zur Saison 2022/23 kehrte Evina nach Hannover zurück und wurde in den Kader der zweiten Mannschaft integriert. Dort spielte er bis zur Winterpause 18-mal in der Regionalliga Nord und erzielte 11 Tore. Zum 1. Januar 2023 wechselte er zum Zweitligisten SV Sandhausen.
Im Juli 2024 wurde sein Vertrag in Sandhausen ausgelöst und er wechselte zum niederländischen Zweitligisten FC Emmen.

### Nationalmannschaft
Evina kam zwischen 2015 und 2017 in den Bayern-Auswahlen der Altersklassen U15, U16 und U18 zum Einsatz, konnte jedoch nicht für die Nachwuchsnationalmannschaften des DFB auflaufen, da er zu diesem Zeitpunkt ausschließlich kamerunischer Staatsbürger war; er gab jedoch an, nach Erhalt der deutschen Staatsbürgerschaft international für Deutschland auflaufen zu wollen.
Nach seiner Einbürgerung debütierte er in der U18-Nationalmannschaft, die am 12. November 2017 in Larnaka auf Zypern die Auswahl Italiens mit 3:1 bezwang; er wurde zur zweiten Halbzeit für Eric Hottmann eingewechselt. Am 22. November 2018 entschied sich Evina, zukünftig für sein Geburtsland Kamerun aufzulaufen. Anfang Oktober 2019 trainierte er erstmals mit der kamerunischen U23.
Ein Jahr später absolvierte der Angreifer alle drei Gruppenspiele der kamerunischen U23-Nationalmannschaft beim U23-Afrika-Cup 2019. Als Gruppendritter schied die Mannschaft anschließend aus. Sein A-Länderspieldebüt gab er am 9. Oktober 2020 in Utrecht beim torlosen Freundschaftsspiel gegen die Nationalmannschaft Japans.

## Erfolge
- Deutscher Meister 2018
- Deutscher B-Juniorenmeister 2017